# 玉彬
玉彬 (1872年—1900年)，字文辅，号润生，察罕氏，蒙古鑲紅旗人，清朝政治人物、進士出身。
光緒十七年辛卯科举人，二十年（1894年），参加光緒甲午科殿試，登進士二甲57名。同年五月，授内阁中书。

## 家庭
- 曾祖富忠；
- 祖榮麟；
- 父扎隆阿；
- 胞弟玉权、玉楙、玉楨、玉椿。